# Gemini 12
Gemini 12 (GT-12) war der letzte Weltraumflug im Rahmen des US-amerikanischen Gemini-Programms.

## Besatzung
Kurz nach der Landung von Gemini 9 am 17. Juni 1966 teilte die NASA mit, dass die Ersatzmannschaft dieses Fluges die nächste verfügbare Mission im Gemini-Projekt, den Abschlussflug Gemini 12, übernehmen sollte.
Kommandant wurde Jim Lovell, der mit Gemini 7 den Langzeitrekord eines Raumfluges hielt. Sein Copilot wurde Edwin "Buzz" Aldrin, für den es der erste Raumflug werden sollte.
Die Ersatzmannschaft bestand aus Gordon Cooper und Eugene Cernan, die mit Gemini 5 bzw. Gemini 9 bereits im Weltraum waren.
Verbindungssprecher (Capcom) während des Starts war Stuart Roosa. Später übernahmen Pete Conrad und William Anders von Houston aus.

## Vorbereitung
Wie bei den vorherigen Geminiflügen sollte auch bei Gemini 12 das Ankoppeln an einen Zielsatelliten und das Aussteigen im Rahmen einer EVA (Extra Vehicular Activity) aus dem Raumschiff durchgeführt werden. Im All sollten dann einfache Arbeiten durchgeführt werden. Im Gegensatz zu früheren Gemini-Missionen trainierte Aldrin für seine EVA unter Wasser. Wie sich später zeigen sollte, war diese Art des Trainings die entscheidende Verbesserung für die EVAs.
Ursprünglich war geplant gewesen, den Raketenrucksack AMU zu erproben, was bei Gemini 9 wegen der bei Cernans EVA aufgetretenen Schwierigkeiten nicht möglich gewesen war. Aus diesem Grunde (sowie auch aufgrund genereller Bedenken des NASA-Managements gegen Aldrins Eignung) wurde zwischenzeitlich erwogen, Aldrin durch den mit der AMU bereits vertrauten Cernan zu ersetzen. Dazu kam es jedoch nicht, da der AMU-Test schließlich als zu ambitioniert verworfen wurde.
Das Gemini-Raumschiff wurde am 6. September nach Cape Kennedy ausgeliefert, die Titan am 19. September an der Startrampe aufgebaut. Am 23. September wurde das Raumschiff montiert.

## Flugverlauf

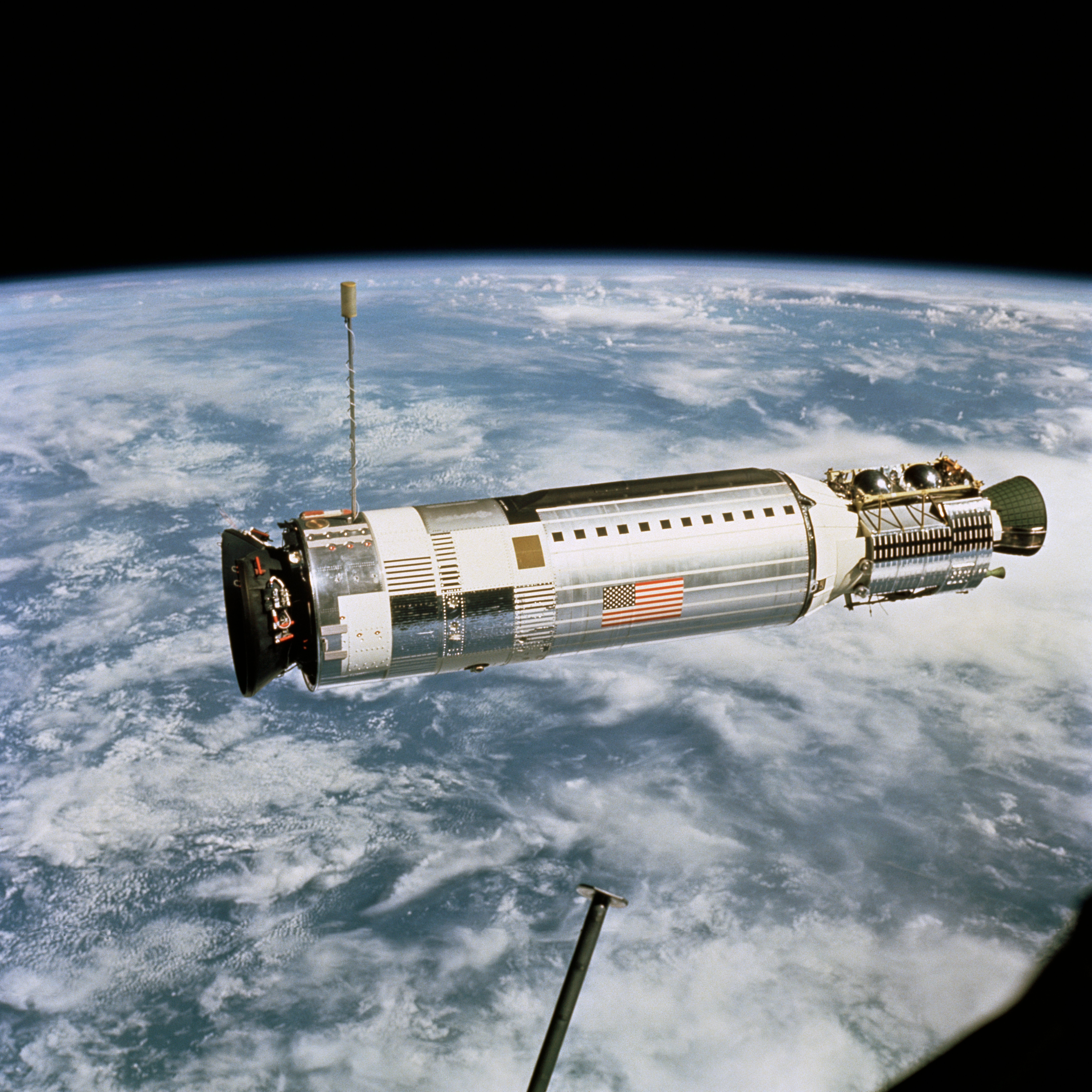
Der Kopplungssatellit

Der Zielsatellit GATV-12 (Gemini Agena Target Vehicle) war eineinhalb Stunden vor Gemini 12 mit einer Atlas-Agena-Rakete gestartet worden. Lovell und Aldrin koppelten die beiden Raumfahrzeuge während der dritten Erdumkreisung, wobei sie mit dem Sextanten navigierten und auf Sicht flogen, weil das Bordradar nicht korrekt funktionierte.
Genau wie bei Gemini 11 war noch genügend Treibstoff vorhanden, um die Koppelung mehrmals zu wiederholen. Da während des Starts der Agena-Rakete Probleme aufgetreten waren, wurde allerdings darauf verzichtet, das Triebwerk von GATV-12 zu zünden, um das Gespann in eine höhere Umlaufbahn zu bringen.
Stattdessen wurde die Beobachtung einer Sonnenfinsternis über Südamerika kurzfristig in den Flugplan aufgenommen.
Schon bald darauf bereitete sich Aldrin auf seinen ersten Außenbordeinsatz (englisch extra-vehicular activity, kurz EVA) vor. Anders als bei den meisten vorherigen Gemini-Flügen sollte er zuerst eine Stand-Up-EVA durchführen, bei der er in der geöffneten Luke stehen blieb. Aldrin arbeitete bewusst langsam und beobachtete alle Reaktionen, um sie mit dem späteren Weltraumausstieg an der Sicherheitsleine zu vergleichen. Diese EVA dauerte zwei Stunden und 20 Minuten.
Am nächsten Tag verließ Aldrin das Raumschiff vollständig und arbeitete sowohl am GATV-12 als auch am Gemini-Raumschiff. Aufgrund seines Trainings als Taucher und aufgrund der inzwischen an der Gemini-Kapsel angebrachten zusätzlichen Fuß- und Handhalterungen war er im Außenbordeinsatz deutlich erfolgreicher als seine Kollegen bei früheren Missionen. Er kam sogar dazu, das Fenster von außen zu wischen, denn verschmutzte Fenster waren bei allen Gemini-Flügen ein Ärgernis.
Eine weitere Stand-Up-EVA von einer Stunde wurde am Folgetag durchgeführt.
Nach 59 Erdumkreisungen zündete Gemini 12 die Bremsraketen und leitete den Wiedereintritt ein. Während der Phase der höchsten Verzögerungskräfte löste sich eine Utensilientasche, die mit einem Klettband an der Seitenwand der Landekapsel befestigt war, und landete auf Lovells Schoß. Lovell wagte nicht, die Tasche zu ergreifen, da sie dicht neben dem Auslösehebel für die Schleudersitze lag.
Gemini 12 wasserte 4,8 Kilometer vom geplanten Landepunkt. Die Astronauten wurden von einem Hubschrauber an Bord der Wasp gebracht.

## Bedeutung für das Gemini-Projekt

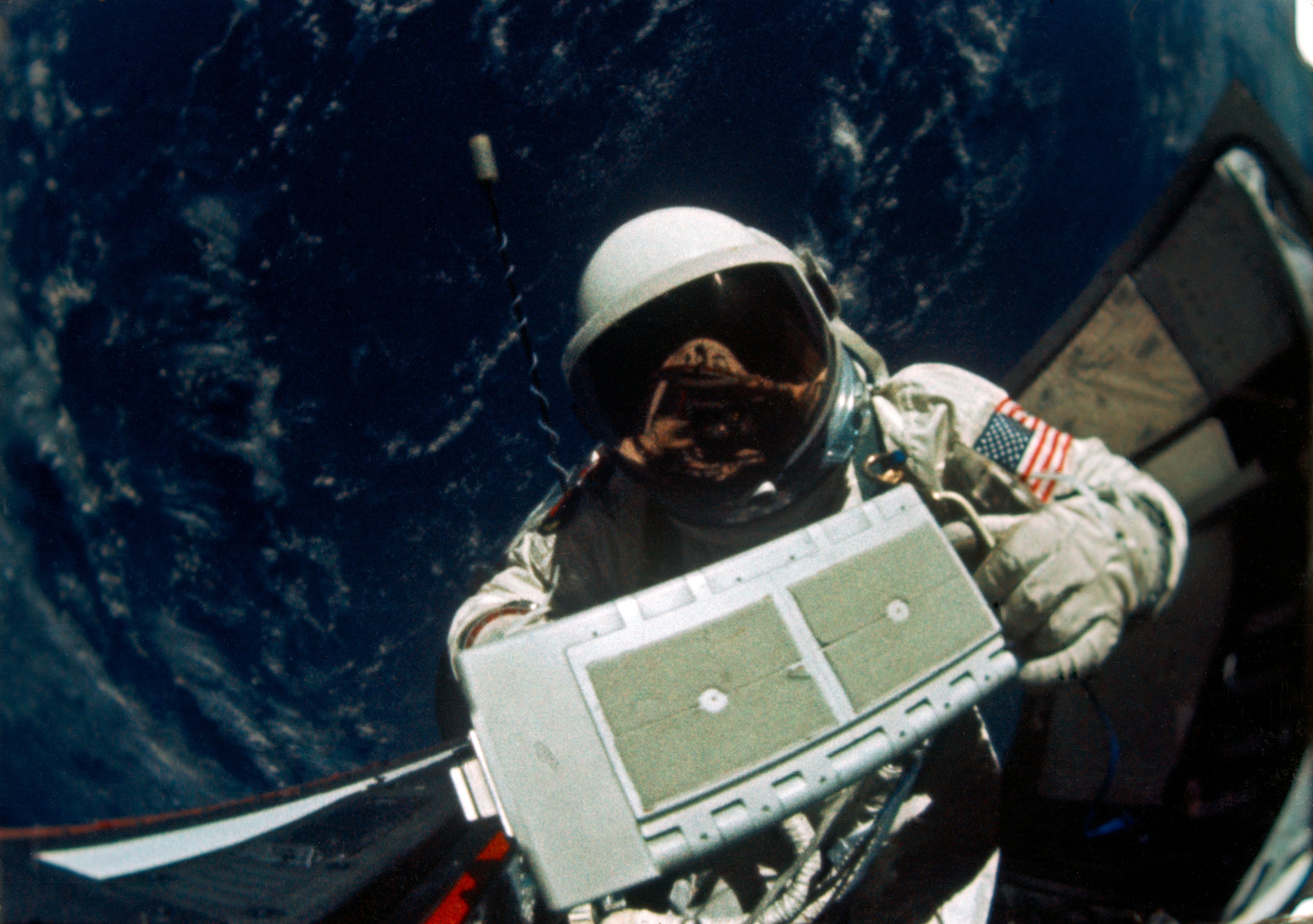
Edwin "Buzz" Aldrin in der geöffneten Luke während seiner EVA

Trotz kleinerer Pannen war Gemini 12 ein erfolgreicher Abschluss des Gemini-Programms. Wieder war es gelungen, zwei Raumfahrzeuge im Orbit mehrfach zu koppeln. Die drei EVAs von Aldrin brachten wertvolle Erkenntnisse für Arbeiten im Weltraum.
Nachdem dieser letzte Geminiflug abgeschlossen war, konnte die NASA alle Kräfte der bemannten Raumfahrt auf das Apollo-Programm bündeln, dessen Ziel die Mondlandung war. Schon seit mehreren Monaten bereiteten sich Gus Grissom, Edward White und Roger Chaffee darauf vor, das erste bemannte Apollo-Raumschiff in den Weltraum zu fliegen. Drei unbemannte Starts waren bereits erfolgt, die bemannte Premiere sollte im Frühling 1967 erfolgen, doch die Apollo-1-Katastrophe am 27. Januar 1967 verhinderte dies.